# Mouzillon
Mouzillon é uma comuna francesa na região administrativa da Pays de la Loire, no departamento de Loire-Atlantique. Estende-se por uma área de 16,5 km². Em 2010 a comuna tinha 2 901 habitantes (densidade: 175,8 hab./km²).